# پائیلو (هاوایی)
پائیلو (به انگلیسی: Paauilo) یک منطقهٔ مسکونی در ایالات متحده آمریکا است که در شهرستان هاوایی، هاوایی واقع شده‌است. پائیلو ۲٫۸ کیلومتر مربع مساحت و ۵۹۵ نفر جمعیت دارد و ۲۱۷ متر بالاتر از سطح دریا واقع شده‌است.